# Тат-Шолкер
 Тат-Шолкер  — деревня в Мари-Турекском районе Республики Марий Эл. Входит в состав городского поселения Мари-Турек.

## География
Находится в восточной части республики Марий Эл на расстоянии приблизительно 7 км по прямой на восток-юго-восток от районного центра посёлка Мари-Турек.

## История
Известна с 1795 года, когда в ней числились 18 ясачников. Основали её татары из деревни Киндерле Арской стороны. В 1859 году здесь было 15 дворов, 68 жителей, в 1905 году — 37 дворов, 296 жителей, в 1923 году — 66 дворов, 377 жителей. В 1930 году в деревне проживало 450 человек. В послевоенные годы население деревни стало постепенно сокращаться. В 1959 году в ней было 364 жителя, в 1970 году — 305 жителей, в 1979 году — 185. В 2000 году в деревне числилось 35 дворов. В советское время работали колхозы имени Ленина, имени Свердлова и совхоз «Красная звезда».

## Население
Население составляло 50 человек (татары 90 %) в 2002 году, 46 в 2010.